# Zaimîșce, Snovsk
Zaimîșce (în ucraineană Займище) este o comună în raionul Snovsk, regiunea Cernihiv, Ucraina, formată numai din satul de reședință.

## Demografie
Componența lingvistică a comunei Zaimîșce
     Ucraineană (97,61%)
     Rusă (1,99%)
     Alte limbi (0,4%)
Conform recensământului din 2001, majoritatea populației comunei Zaimîșce era vorbitoare de ucraineană (97,61%), existând în minoritate și vorbitori de rusă (1,99%).